# 1913 na política

## Eventos
- 29 de Junho-10 de agosto[1] — Segunda Guerra Balcânica.
- 7 de Agosto – Lei nº188 em que se mantêm o decreto de 1895, de autonomia dos distritos em Portugal e regiões ultramarinas.
- 6 de Novembro — Gandhi é preso ao liderar um protesto de mineiros indianos na África do Sul.
- Grécia anexa Creta.
- Eduardo Dato y Iradier substitui Álvaro Figueroa y Torres Mendieta como presidente do governo de Espanha.

## Nascimentos
| Data            | Nome                    | Profissão                                                                                        | Nacionalidade        | Observações | Ref |
| --------------- | ----------------------- | ------------------------------------------------------------------------------------------------ | -------------------- | ----------- | --- |
| 8 de janeiro    | Cvijetin Mijatović      | Presidente da República Socialista Federativa da Iugoslávia de 1980 a 1981                       | Áustria-Hungria      | m. 1992     |     |
| 9 de janeiro    | Richard Milhous Nixon   | 37° presidente dos EUA (1969-1974                                                                | Estados Unidos       | m. 1994     |     |
| 22 de fevereiro | Francisco I. Madero     | presidente do México de 1911 a 1913                                                              | México               | n. 1873     |     |
| 19 de março     | Maurício Chagas Bicalho | advogado e político                                                                              | Brasil               | m. 1999     |     |
| 22 de maio      | Mário de Sousa Martins  | jornalista e político                                                                            | Brasil               | m. 1994     |     |
| 30 de junho     | Alfonso López Michelsen | Presidente da República da Colômbia de 1974 a 1978                                               | Colômbia             | m. 2007     |     |
| 14 de julho     | Gerald Ford             | Vice-presidente dos Estados Unidos de 1973 a 1974 e Presidente dos Estados Unidos de 1974 a 1977 | Estados Unidos       | m. 2006     |     |
| 13 de agosto    | Makarios III            | Arcebispo e presidente de Chipre de 1960 a 1974 e de 1974 a 1977                                 | Reino Unido (Chipre) | m. 1977     |     |
| 25 de setembro  | Charles Helou           | presidente do Líbano de 1964 a 1970                                                              | Líbano               | m. 2001     |     |
| 22 de outubro   | Bao Dai                 | último imperador do Vietname                                                                     | Indochina Francesa   | m. 1997     |     |
| 10 de novembro  | Álvaro Cunhal           | escritor e político                                                                              | Portugal             | m. 2005     |     |

## Mortes
| Data            | Nome                                      | Profissão                                                                   | Nacionalidade | Observações | Ref |
| --------------- | ----------------------------------------- | --------------------------------------------------------------------------- | ------------- | ----------- | --- |
| 19 de fevereiro | Francisco Pereira Passos                  | prefeito da cidade do Rio de Janeiro                                        | Brasil        | n. 1836     |     |
| 2 de maio       | Tancrède Auguste                          | presidente do Haiti de 1912 a 1913                                          | Haiti         | n. 1856     |     |
| 28 de junho     | Manuel Ferraz de Campos Sales             | presidente do Brasil                                                        | Brasil        | n. 1841     |     |
| 13 de agosto    | August Ferdinand Bebel                    | político alemão e um dos fundadores do Partido Social Democrata da Alemanha | Alemanha      | n. 1840     |     |
| 20 de agosto    | Augusto de Lemos Álvares Portugal Ribeiro | político e jornalista                                                       | Portugal      | n. 1853     |     |
| 2 de outubro    | Antônio Lemos                             | político construtor da Belém do Pará moderna, o "Pereira Passos do Pará"    | Brasil        | n. 1843     |     |
| 12 de dezembro  | Menelik II                                | imperador da Etiópia                                                        | Etiópia       | n. 1844     |     |

## Chefes de Estado em exercício

### América do Sul
- Brasil — Hermes Rodrigues da Fonseca, Presidente do Brasil (1910-1914).
- Paraguai — Eduardo Schaerer, Presidente do Paraguai (1912-1916).
- Peru — Guillermo Bilingurst, Presidente do Peru (1912-1914).

### África
- Etiópia — 
  1. Menelik II, Imperador da Etiópia (1889-1913).
  2. Iyasu IV, Imperador da Etiópia (1913-1916).
- Libéria — Daniel E. Howard, Presidente da Libéria (1912-1920).
- África do Sul
  - Monarca — Rei George V, Rei da África do Sul (1910-1936).
  - Governador-Geral — Herbert John Gladstone, Governador-Geral da África do Sul, (1910-1914).
  - Primeiro Ministro — Louis Botha, Primeiro-ministro da África do Sul 1910-1919).
- Zanzibar — Sayyid Khalifa bin Harub Al-Busaid, Sultão de Zanzibar (1911-1960).

### Oceania
- Austrália -
  - Monarca — Jorge V, Rei do Reino Unido (1910-1936).
  - Governador-Geral — Thomas Denman, Governador-Geral da Austrália (1911-1914).
  - Primeiro Ministro -

  1. Andrew Fisher, Primeiro-ministro da Austrália (1910-1913).
  2. Joseph Cook, Primeiro-ministro da Austrália (1913-1914).